# Marlach (Floßbach)
Die Marlach ist ein ca. 10,7 km langes Gewässer III. Ordnung in der Vorderpfalz. Sie hat ihren Ursprung bei Deidesheim und mündet bei Dannstadt-Schauernheim in den Floßbach.

## Verlauf
Die Marlach speist ein Weiher am südlichen Ortsrand von Deidesheim. Dieser wiederum hat zwei kurze Zuflüsse, von denen einer aus dem Norden, der andere aus dem Westen heranführt. Im Osten des Weihers ist ein Abfluss, der unter der Bahnlinie Neustadt–Bad Dürkheim hindurchführt. Auf deren anderen Seite verläuft die Marlach dann Richtung Osten, teilweise auf Ruppertsberger Gemarkung, teilweise auf der Gemarkungsgrenze zwischen Ruppertsberg und Deidesheim. Südöstlich von Deidesheim fließt sie unter der Bundesstraße 271 hindurch, ca. 420 m weiter östlich nimmt sie von rechts Wasser des Schlohgrabens auf. Danach streift sie für einige Meter die Gemarkungsgrenze zwischen Niederkirchen bei Deidesheim und Meckenheim und fließt dann auf Meckenheimer Gemarkung weiter. Nahe der Bebauungsgrenze knickt sie kurz nach Nordosten ab und nimmt in diesem Bereich von links den Weinbach und den Alten Weinbach auf. Nachdem sie Meckenheim im Nordosten passiert hat, fließt sie wieder Richtung Osten weiter. Sie nimmt dann von links Wasser des Weidegrabens auf und verläuft unmittelbar danach einige Meter auf der Gemarkungsgrenze zwischen Meckenheim und Hochdorf-Assenheim, welche zugleich die Grenze zwischen dem Landkreis Bad Dürkheim und dem Rhein-Pfalz-Kreis darstellt. Sie ändert ihre Richtung nun wieder leicht Richtung Nordosten. Zunächst fließt sie nördlich an Hochdorf-Assenheim vorbei, dann ein Stück durch den Ort. Nordöstlich von Hochdorf-Assenheim passiert sie die Gemarkungsgrenze zu Dannstadt-Schauernheim. Am Ortseingang nimmt sie von links den Schlaggraben auf, fließt weiter durch den Ort, wo sie von links zunächst den Stechgraben aufnimmt, worauf dann am östlichen Ortsrand der Albertgraben (Mittelgraben, Wiesengraben) nordwärts in Richtung Fußgönheim abzweigt. Etwa 220 m östlich des Ortes nimmt sie von rechts noch den Riedgraben auf und mündet 50 m weiter von links in den Floßbach.

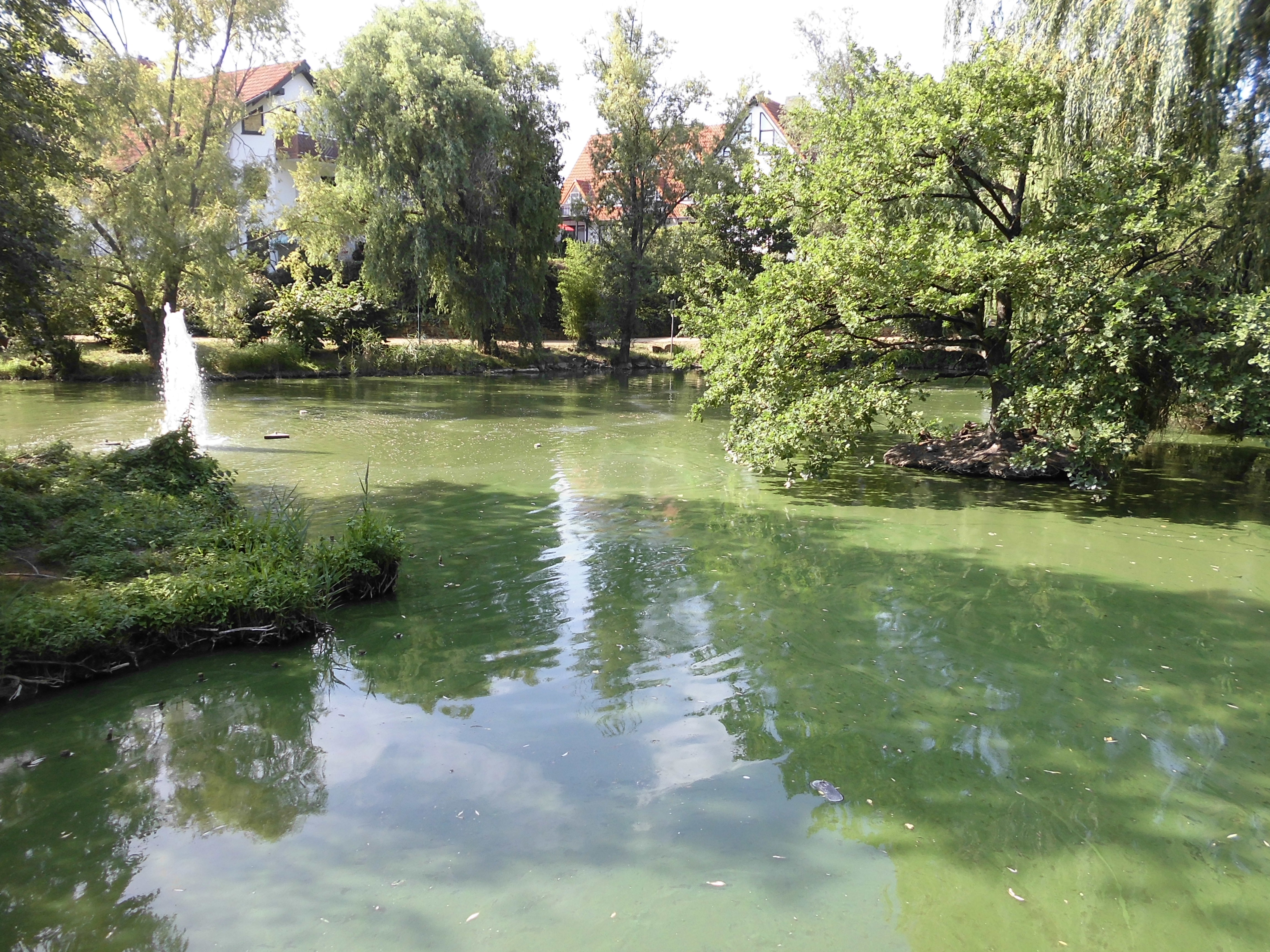
Landschaftsweiher bei Deidesheim …
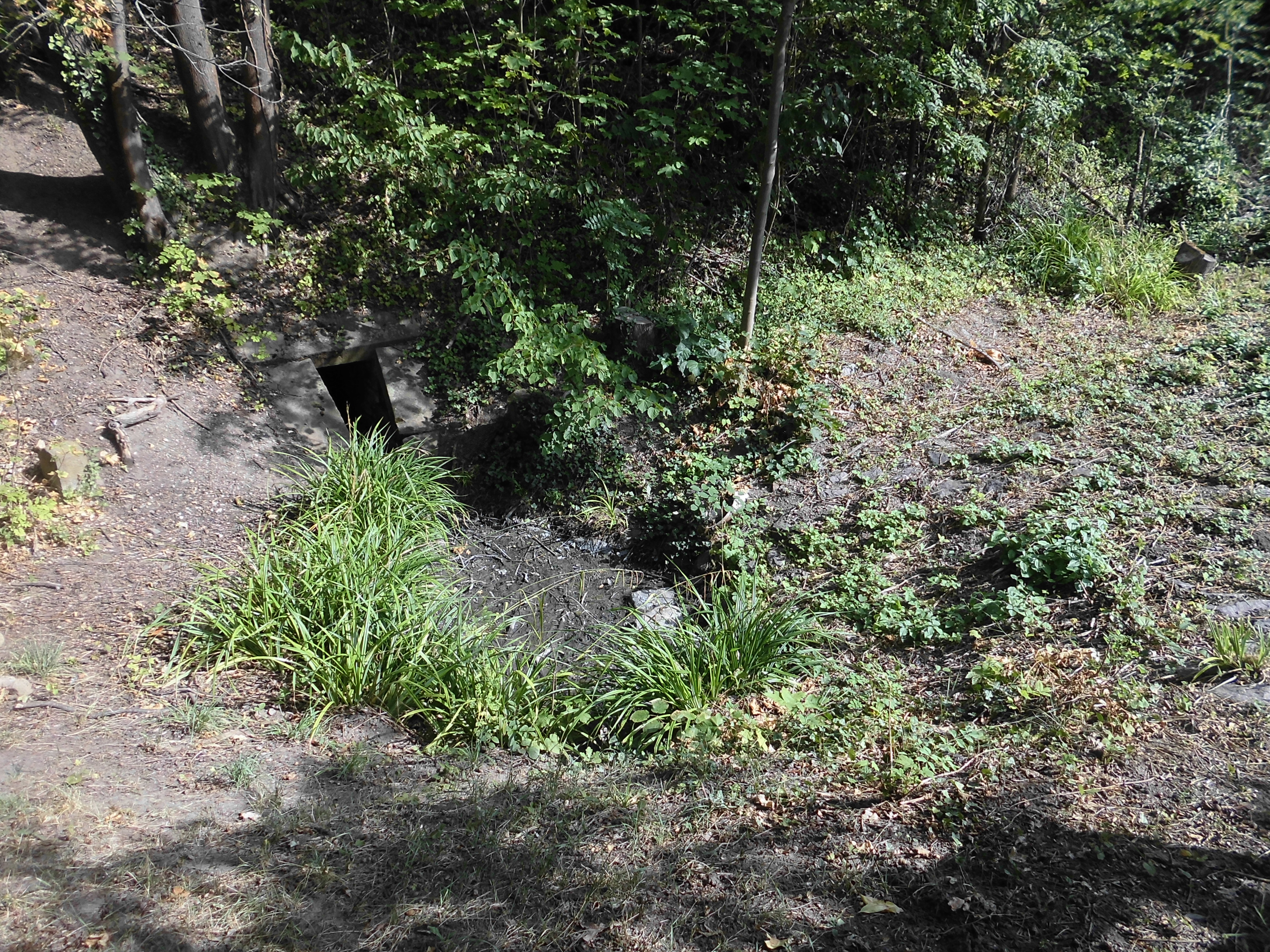
… sein Abfluss speist die Marlach; hier ist dieser nach Dürre- und Hitzephasen 2018 und 2019 ausgetrocknet.

## Name
Die Marlach steht Pate für das von ihr durchflossene Naturschutzgebiet Marlachwiesen. In Meckenheim gibt es einen Karnevalsverein namens „Meckenheimer Marlachfrösche“, außerdem gibt es einige Flur- und Straßennamen bei den Orten, welche die Marlach berührt, die auf diese hinweisen.